# Почта Мадагаскара
Почта Мадагаскара (малаг. Paositra Malagasy (PAOMA)) — национальный оператор почтовой связи Мадагаскара со штаб-квартирой в Антананариву. Государственное предприятие. Член Всемирного почтового союза с 1961 года.

## История
История мадагарской почты охватывает период с 1889 года по настоящее время, включая период, когда это островное государство в Индийском океане, у юго-восточного побережья Африки, называлось Малагасийской Республикой (1958—1975).
Для почтового обслуживания на Мадагаскаре в разное время использовались марки британской почты и французские колониальные выпуски. Страна стала независимой 26 июня 1960 года и начала эмитировать собственные почтовые марки.
Современным официальным почтовым оператором страны выступает компания Paositra Malagasy.
Paositra Malagasy создана 28 января 1994 года согласно постановлению правительства об институциональной реформе телекоммуникационного и почтового секторов Республики Мадагаскар. Почта Мадагаскара подчиняется Министерству почты, связи и передовых технологий и находится в ведении Административного совета, в который входят 9 членов.
Основные направления деятельности:
- Почтовые услуги
- Денежные переводы и чеки на почтовых счетах.

В 2019 году Почта Мадагаскара предоставляла в своих 255 отделениях полный спектр услуг, в том числе в 23-х сельских отделениях, 58 почтовых агентствах, а также 115 пунктах почтовых услуг.
С декабря 2007 года Почта Мадагаскара предлагает услуги Eurogiro (Система международных электронных денежных переводов между почтовыми службами стран-участниц). С 2019 года в почтовых отделениях действует сервис электронных платежей Paositra Money. С июня 2020 года по соглашению между почтой и Министерством национального образования, технического и профессионального образования все зарплаты сотрудников, подчиняющихся министерству, переводятся в электронном виде. В июле 2020 года из-за ограничений, связанных с борьбой с распространением COVID-19, почтовые услуги на Мадагаскаре были ограничены.

## Филателия
Почта Мадагаскара, как оператор почтовой службы, выпускает почтовые марки.